# Hallenmasters Winterthur 2012
Die Hallenmasters 2012 war die siebte Austragung der Hallenmasters in Winterthur. Gewonnen wurde das Turnier zum zweiten Mal vom FC Winterthur, der sich im Finale vor rund 2'000 Zuschauern gegen den Vorjahressieger GC Zürich mit 4:2 durchsetzen konnte. Das Turnier wurde während zweier Stunden vom Schweizer Sportfernsehen (SSF) übertragen.

## Männer

### Teilnehmer
- FC Aarau (Challenge League)
- AC Bellinzona (Challenge League)
- FC Lausanne-Sport (Super League)
- FC Luzern (Super League)
- FC Winterthur (Challenge League)
- Grasshopper Club Zürich (Super League)

### Gruppe A
|                         | Ergebnis |                         |
| ----------------------- | -------- | ----------------------- |
| FC Winterthur           | 6:2      | AC Bellinzona           |
| Grasshopper Club Zürich | 4:3      | AC Bellinzona           |
| FC Winterthur           | 1:1      | Grasshopper Club Zürich |

### Gruppe B
|           | Ergebnis |                   |
| --------- | -------- | ----------------- |
| FC Aarau  | 6:4      | FC Lausanne-Sport |
| FC Luzern | 4:3      | FC Lausanne-Sport |
| FC Aarau  | 4:4      | FC Luzern         |

### Halbfinale
|                         | Ergebnis |           |
| ----------------------- | -------- | --------- |
| FC Winterthur           | 5:2      | FC Luzern |
| Grasshopper Club Zürich | 4:2      | FC Aarau  |

### Finale
|               | Ergebnis |                         |
| ------------- | -------- | ----------------------- |
| FC Winterthur | 4:2      | Grasshopper Club Zürich |

### Spiel um Platz 3
|           | Ergebnis |          |
| --------- | -------- | -------- |
| FC Luzern | 11:5     | FC Aarau |

### Spiel um Platz 5
|                   | Ergebnis |               |
| ----------------- | -------- | ------------- |
| FC Lausanne-Sport | 4:2      | AC Bellinzona |

## Übrige Turniere
- Das Regionalmasters-Finale konnte sich die U21-Mannschaft des FC Winterthur gegen die Vorjahressieger der U21-Mannschaft der Grasshoppers mit 8:7 n. P. durchsetzen.
- Das Seniormasters wurde zum wiederholten Mal vom Team Puls Sport gewonnen, diesmal setzte sich die Auswahlmannschaft gegen die Senioren vom FC Oberwinterthur mit 3:1 durch.
- Im Juniorenmasters kam es zur gleichen Finalpaarung wie im letzten Jahr, jedoch konnten sich diesmal die Junioren des SC Veltheim mit 8:7 n. P. gegen diejenigen vom FC Neftenbach durchsetzen.